# 袁噩
袁噩，字啓洪，北直隸保定府满城縣人，明末清初政治人物。

## 生平
明崇禎十五年（1642年）壬午科順天鄉試第五名舉人，為《春秋》經魁；崇祯十六年（1643年）聯捷癸未科三甲二百二十八名进士，都察院觀政，次年授山東濟南道佥事，管右參議事。明亡降清。顺治二年（1645年），以兵部主事升任陕西按察使司佥事、榆林东路兵备道。

## 家族
曾祖袁坤。祖父袁化醇。父袁補屏。